# KT 아현지사 통신구 화재
KT 아현지사 통신구 화재(-阿峴支社通信溝火災)는 서울특별시 서대문구 충정로3가 KT 아현지사 건물 지하의 통신구 연결통로에서 2018년 11월 24일 발생한 화재 사고이다. 이 사고로 지하 1층 통신구 약 79 m가 소실되면서, 서울 한강 이북 서부 지역에서 KT 인터넷, 휴대폰 무선통신 등을 이용할 수 없게 되었다. 이동통신망의 복구는 사고 이후 일주일 정도가 걸릴 것으로 예상된다.
11월 25일 오후 6시 기준 인터넷 회선은 97%, 무선은 63%를 복구한 상태다. 인터넷 가입자 약 21만5000명 중에 21만명 가입자 회선이 복구됐다. 무선은 2883개 중 약 1780개 기지국이 복구되었다. 그러나 구리선으로 된 회선은 아직 복구가 더디다.
화재 지점에서 7.7km 떨어진 순천향대학교서울병원에서는 24일 통신장애가 발생한 초기 2시간 정도 환자 진료기록이나 촬영 자료가 담긴 전산 차트 시스템이 먹통이 돼 응급실이 폐쇄되었다.

## 같이 보기
- 1.25 인터넷 대란
- 2022년 SK C&C 데이터 센터 화재